# Nashornet
Das Nashornet (norwegisch für Nashorn) ist ein Berg im ostantarktischen Königin-Maud-Land. Er ragt 10 km nordöstlich des Viddalskollen an der Südseite des Viddalen auf.
Norwegische Kartographen gaben ihm einen deskriptiven Namen und kartierten ihn anhand von Vermessungen und Luftaufnahmen der Norwegisch-Britisch-Schwedischen Antarktisexpedition (1949–1952) und Luftaufnahmen der Dritten Norwegischen Antarktisexpedition (1956–1960) aus den Jahren von 1958 bis 1959.